# آر قنطورس
آر قنطورس یک ستاره است که در صورت فلکی قنطورس قرار دارد.